# Boemundo I de Antioquia
Boemundo I de Antioquia, o Grande, Boemundo de Taranto ou Boemundo de Altavila (San Marco Argentano, Calábria, ca. 1058 — Canosa di Puglia, Apúlia, 3 de março de 1111), príncipe de Taranto, foi o primeiro príncipe de Antioquia e um dos líderes da Primeira Cruzada.
Era o primogénito de Roberto Guiscardo, duque de Apúlia e Calábria, com a sua primeira esposa Alberada de Buonalbergo. Foi baptizado com o prenome de "Marco", mas passaria a ser chamado Boemundo pelo seu pai, em honra a um gigante lendário, Buamundus gigas.

## Títulos nobiliárquicos
O título de príncipe de Taranto não terá sido usado por Boemundo durante a sua vida, mas sim criado por Rogério II da Sicília em 1132. Foi concedido retroactivamente a Boemundo em 1153, como Antiocenus et Tarentinus princeps (Príncipe de Antioquia e Taranto) no Codice diplomatico Barese, e depois geralmente chamado de princeps Tarentinus (Príncipe de Taranto).
Durante a sua vida, Boemundo assinava documentos simplesmente como Roberti ducis filius (Filho do duque Roberto) até à tomada de Antioquia. O seu filho e sucessor Boemundo II de Antioquia referia-se ao pai como magnus Boamundus (que pode ser lido como Boemundo o Grande, devido à sua enorme estatura física ou aos seus feitos guerreiros; ou como Boemundo o Velho, talvez para se diferenciar do filho, supostamente o Novo).
Por fim, devido à disputa que Boemundo I teve com o irmão, e com a subsequente diminuição do ducado de Apúlia, foi chamado de duque da Apúlia (dux Apuliae) por alguns cronistas. Mas o título mais frequentemente usado durante a sua vida teria sido príncipe de Antioquia (Antiocenus princeps).

## Primeiro confronto com os bizantinos

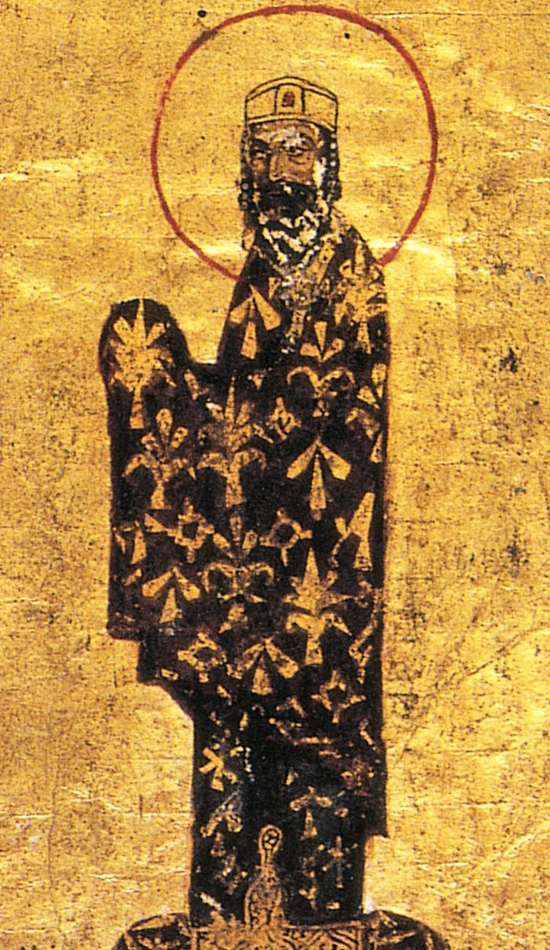
Aleixo I Comneno
Em um manuscrito grego da Biblioteca do Vaticano

Boemundo acompanhou o pai no seu ataque ao Império Bizantino (1080–1085) e comandou os normandos durante a ausência de Guiscardo (1082–1084). Penetrou pela Tessália até Lárissa, mas foi posteriormente repelido por Aleixo I Comneno. Esta primeira hostilidade com Aleixo teve uma influência determinante nas acções e na política do imperador, desde o início da Cruzada dos Nobres de Boemundo (a quem o seu pai tinha destinado o trono de Constantinopla).
Roberto Guiscardo teria deixado ordens para o seu filho continuar a avançar pelo ocidente bizantino e provavelmente até onde fosse possível, até mesmo Constantinopla. Assim, na primavera de 1082, Boemundo saiu de Castória e cercou Janina. Na região ao redor de Janina encontravam-se colónias de valáquios, federados do Império Bizantino com quem Boemundo acordou uma paz. Terá provavelmente recebido o apoio militar destes, uma vez que deixou muitos locais fortificados ainda nas mãos dos bizantinos.
Aleixo I Comneno enfrentou Boemundo nos arredores de Janina, que estava a ser assolada pelos normandos. Ambos os generais alteraram as suas estratégias devido a compromissos anteriores, mas a vitória foi para o tarantino neste campo, e também pouco depois nos arredores de Arta. Estas derrotas prejudicaram gravemente o prestígio bizantino na região e até Ácrida, sede do arcebispado da Bulgária, se submeteu aos normandos.
Boemundo ficou em Ácrida, apesar de não conseguir tomar a cidadela, e começou a organizar a defesa das suas conquistas. Aleixo respondeu ao seu poder crescente criando dissensão entre os seus principais comandantes. Boemundo avançou então sobre Lárissa, onde pretendia passar o inverno. O cerco durou seis meses, até o bizantino forçar os normandos à retirada na primavera.
Boemundo voltou a Castória e foi cercado nessa cidade, até à sua queda em outubro ou novembro de 1083. Em 1084, Guiscardo e os seus outros filhos, Rogério Borsa e Guy de Altavila, chegaram à Grécia à frente de um novo exército. No inverno, Boemundo adoeceu e voltou à Itália.

## Crise sucessória na Apúlia

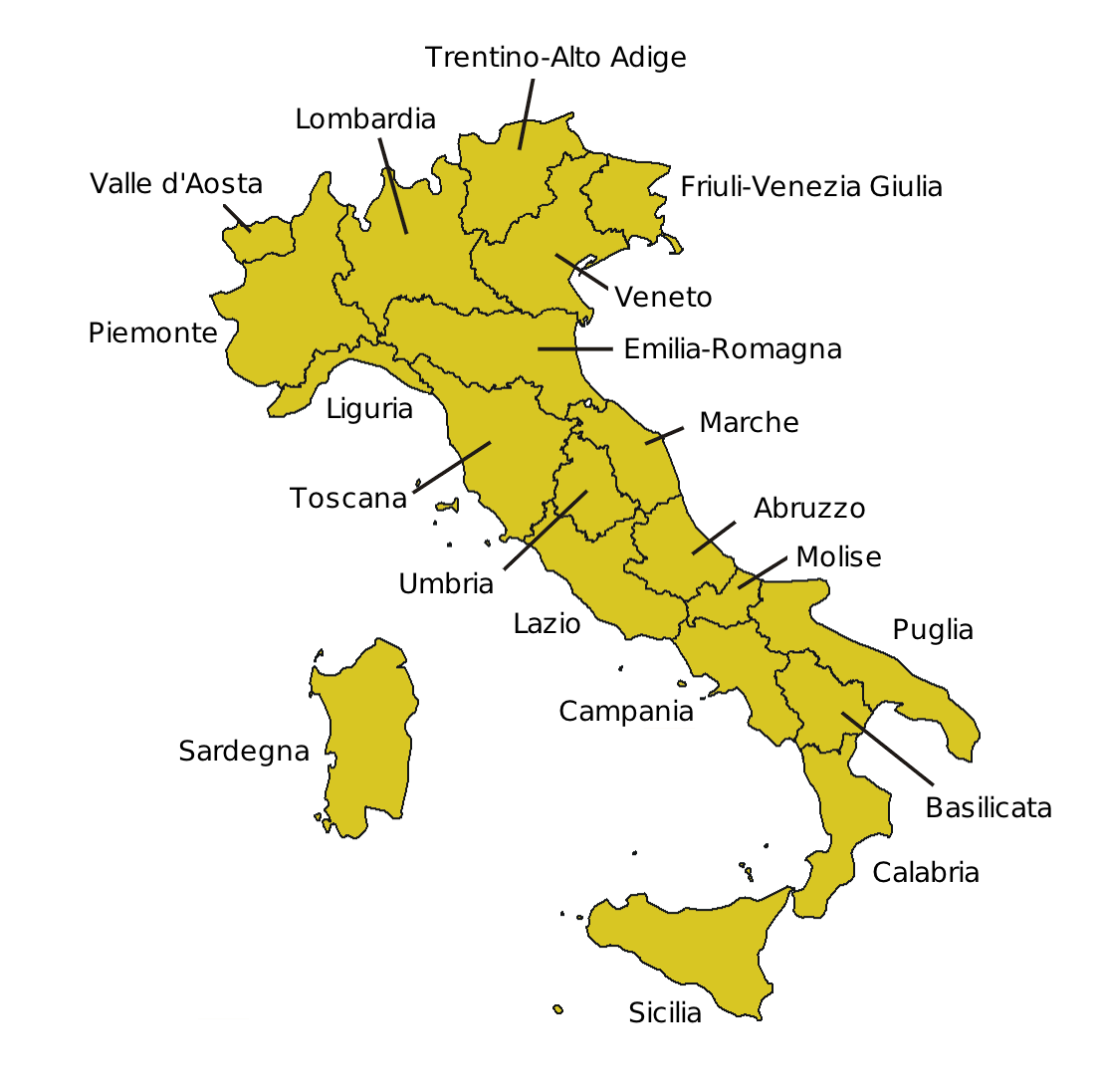
Mapa das regiões italianas, com a Apúlia no "calcanhar" da "bota"

Quando Roberto Guiscardo morreu, a 17 de julho de 1085, Boemundo, que se encontrava em Salerno, herdou as possessões do seu pai no Adriático, que em pouco tempo foram perdidas para os bizantinos. O seu meio-irmão mais novo, Rogério Borsa, herdou a Apúlia e as possessões italianas e, juntamente com a sua mãe, Sigelgaita de Salerno, voltou rapidamente para a península Itálica.
Segundo o cronista inglês Orderico Vital, Boemundo fugiu para Cápua, temendo ser assassinado por Sigelgaita, de quem se dizia ter envenenado Guiscardo. Outra interpretação desse acontecimento é que Boemundo se queria aliar com o príncipe Jordão I de Cápua, em resposta à aliança entre Rogério Borsa e o seu tio, o conde Rogério I da Sicília, que assegurara o reconhecimento do sobrinho como duque em Setembro.
Com o apoio de Cápua, Boemundo revoltou-se contra o irmão e tomou Oria, Otranto e Taranto. Mas os irmãos acabariam por acordar uma paz em março de 1086 e passaram a governar em conjunto. No final do verão de 1087, Boemundo reiniciou o conflito com o apoio de alguns vassalos do irmão. Surpreendeu e derrotou Rogério em Fragneto e retomou Taranto. 
A guerra acabaria com a mediação do papa Urbano II e a concessão de Taranto e outras possessões a Boemundo. Apesar de ter recebido um pequeno principado (um alódio) no "calcanhar" da Itália, como compensação de Sigelgaita depois de ter renunciado aos seus direitos sobre o ducado, continuou a procurar mais poder. O cronista Romualdo de Salerno dizia que Boemundo "perseguia sempre o impossível".

## Primeira Cruzada

Mapa político do Próximo Oriente em 1102, imediatamente após a Primeira Cruzada

Em 1096, Boemundo acompanhava o tio Rogério I da Sicília no ataque à cidade de Amalfi, que se revoltara contra Rogério Borsa. Bandos de cruzados começaram a passar, atravessando a península Itálica a caminho de Constantinopla. A sua motivação está aberta a debate: foi tomado pelo zelo da cruzada ou, possivelmente, viu esta como uma oportunidade de criar um principado seu no Oriente. O cronista Godofredo Malaterra do século XI afirma claramente que Boemundo tomou a cruz apenas com a intenção de pilhar e conquistar terras gregas.
O príncipe de Taranto organizou um exército normando, talvez um dos melhores da hoste cruzada. Atravessou o mar Adriático e entrou em Constantinopla pela rota que tinha tentado seguir em 1082–1084. Teve o cuidado de observar uma atitude política para com Aleixo I Comneno e, quando chegou a Constantinopla em Abril de 1097, prestou homenagem ao imperador. Este exigira aos líderes da cruzada o juramento de lhe entregarem as terras reconquistadas aos muçulmanos. É possível que Boemundo tivesse negociado com Aleixo sobre um principado em Antioquia. Se o fez, não terá sido encorajado pelo bizantino. 
De Constantinopla a Antioquia, Boemundo foi provavelmente o principal líder da Primeira Cruzada; é de realçar que, sob a sua liderança, a Primeira Cruzada conseguiu atravessar a Ásia Menor, no que as cruzadas subsequentes de 1101, 1147, e 1189 falhariam.
A filha do imperador, Ana Comnena, faz um bom, detalhado retrato do italiano na sua obra Alexíada; tinha encontrado Boemundo pela primeira vez aos catorze anos de idade e ficara fascinada por ele. Não deixaria nenhum retrato similar de qualquer outro príncipe cruzado. Descreveu-o de porte nobre, um homem inteligente e sagaz, louro, de cabelos curtos, barbeado e muito branco de pele, um gigante de estatura física, o que condizia com o seu interesse na guerra.
Homem político, Boemundo usou o entusiasmo dos cruzados para os seus próprios fins. Quando o seu sobrinho Tancredo se separou do exército principal em Heracleia Cibistra (actual cidade de Ereğli, Turquia) para tentar estabelecer um entreposto cruzado na Cilícia (o que ajudaria Balduíno de Bolonha a fundar o Condado de Edessa), a sua manobra pode ter tido já uma intenção de preparação para a criação do principado do seu tio.

## Conquista de Antioquia

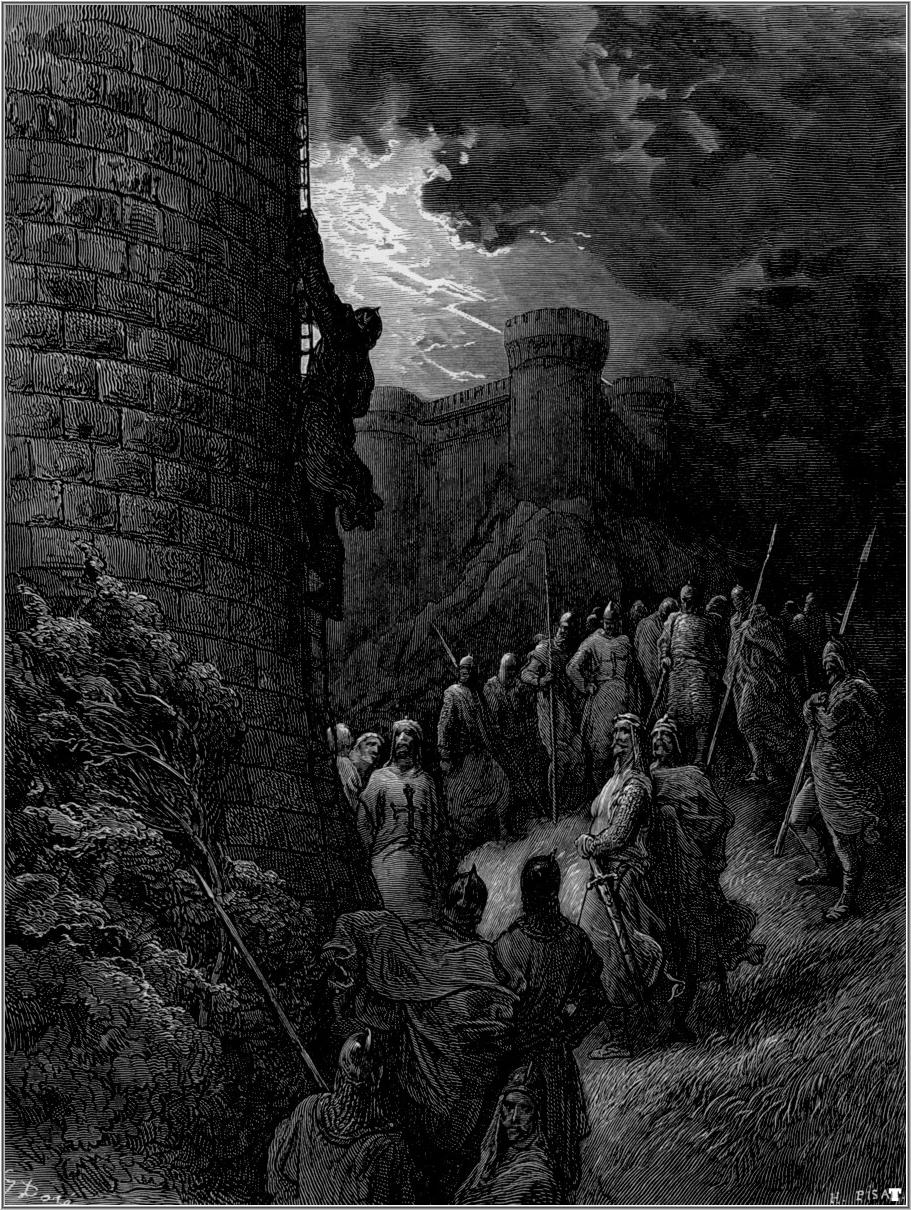
Boemundo de Taranto a subir as muralhas de Antioquia
Ilustração de Gustave Doré

Antioquia era uma antiga cidade bizantina que tinha sido conquistada pelos muçulmanos há apenas cerca de uma década, em 1085. Boemundo foi o primeiro a posicionar-se no cerco cruzado em outubro de 1097]e  i um dos principais intervenientes da acção bélica, rechaçando as tentativas dos muçulmanos de oferecer ajudas a partir do leste, e fazendo a ligação das forças sitiantes no ocidente com os navios genoveses no porto de São Simeão.
Com mais de quatrocentas torres, a cidade era quase impenetrável e o cerco arrastou-se pelo inverno, causando grandes dificuldades para os cruzados que foram frequentemente forçados a comer até os próprios cavalos ou, conforme as lendas, os corpos dos companheiros cristãos que não sobreviveram.
Face às dificuldades do cerco, Boemundo viu a ocasião de tomar um domínio para si. Imediatamente ameaçou, com o pretexto da demora do cerco, voltar à Itália para trazer reforços, mas as suas capacidades estratégicas e a importância do contingente que o acompanhava eram absolutamente necessárias à cruzada. Por isso foi-lhe prometido tudo o que quisesse para continuar. Entretanto a partida de Tatício, o representante do Império Bizantino, deu-lhe um pretexto para alegar uma traição, o que podia autorizar os cruzados a considerarem-se livres do seu juramento a Aleixo I Comneno.
Boemundo acabou por convencer um guarda de uma das torres, um cristão convertido ao Islão chamado Firouz, a permitir a entrada dos cruzados; mas o líder cruzado não tinha intenções de concluir a acção antes que a posse da cidade lhe fosse assegurada. Isto ocorreu em maio de 1098, sob o terror da aproximação do líder muçulmano Querboga, à frente de um grande exército de auxílio à cidade, e com uma ressalva em favor de Aleixo, se este cumprisse a sua promessa de ajudar os cruzados. Boemundo fez os outros líderes prometerem que tomaria a sua posse o primeiro a entrar na cidade, o que aconteceu a 3 de junho de 1098, seguindo-se o massacre dos habitantes muçulmanos. 

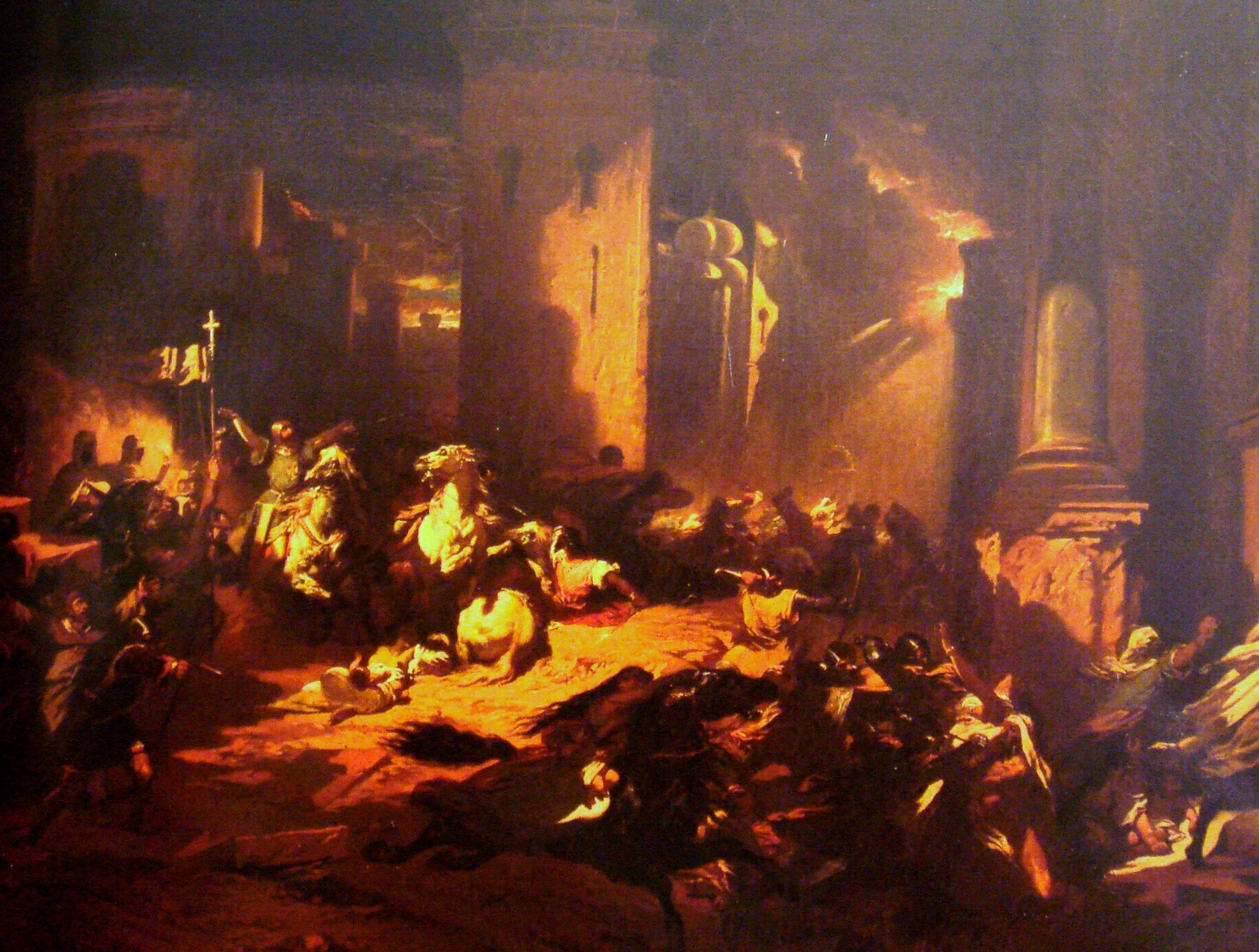
Conquista de Antioquia por Boemundo de Taranto
Pintura de L. Gallait, 1840

Somente quatro dias depois, um exército islâmico liderado pelo general Querboga chegou de Mossul para sitiar os até ao momento sitiadores da cidade. Aleixo I Comneno vinha a caminho para auxiliar os cruzados mas voltou para trás ao ouvir as notícias de que a cidade já tinha sido retomada.
No entanto os cruzados ainda resistiam ao cerco, com a ajuda de um monge chamado Pedro Bartolomeu. Este afirmava ter sido visitado por Santo André, que lhe teria contado que a lança do destino, que feriu o flanco de Cristo na cruz, encontrava-se em Antioquia. Foi feita uma escavação na igreja de São Pedro e a lança foi descoberta pelo próprio Pedro Bartolomeu.
Apesar de se pensar que tinha sido o monge a colocar a falsa relíquia no local (até o legado papal Ademar de Monteil acreditava nisto), o logro melhorava o moral dos sitiados. Com este novo objecto santo à cabeça do exército, Boemundo marchou ao encontro de Querboga, a quem derrotou miraculosamente - milagre segundo os cruzados, que afirmavam ter surgido um exército de santos a combater juntamente com eles no campo da batalha.

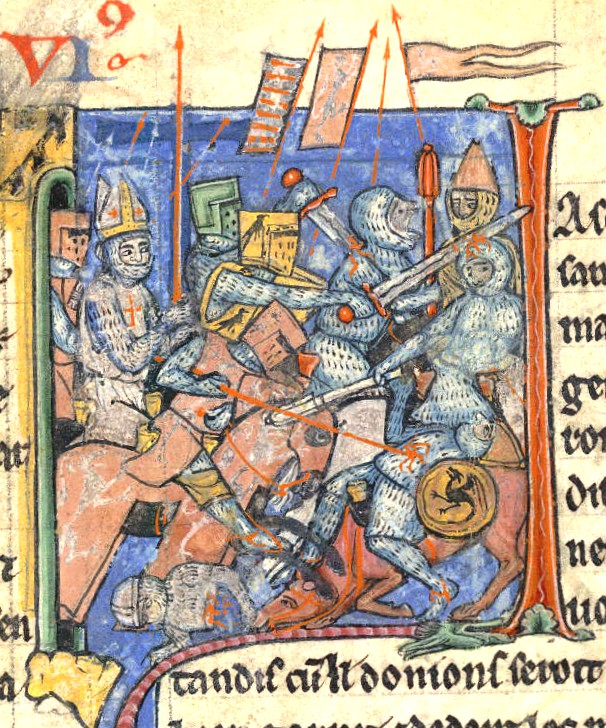
Ademar de Monteil empunhando a Santa Lança no cerco de Antioquia
Iluminura medieval

Houve então uma longa disputa sobre quem teria o controlo da cidade. Boemundo, apoiado pelos outros normandos itálicos, acabou por vencer e declarar-se príncipe. Uma vez que já era príncipe de Taranto, na Itália, e desejava manter a sua independência no seu novo domínio, não quis receber o título de duque do imperador bizantino, nem outro título nobiliárquico, como conde, que implicasse rígidas obrigações feudais.
Mas Boemundo não ficou seguro da posse de Antioquia nem depois da sua rendição e da derrota de Querboga; teve de fazer prevalecer as suas pretensões contra Raimundo IV de Toulouse, que protegia os direitos de Aleixo. Só conseguiu obter o completo domínio em Janeiro de 1099, e depois ficou nas proximidades de Antioquia para assegurar a sua posição, enquanto os outros cruzados se dirigiram para sul em direcção a Jerusalém. No Natal de 1099 chegou finalmente à Cidade Santa e fez eleger Dagoberto de Pisa como Patriarca Latino de Jerusalém, talvez para controlar o crescimento de um forte poder lotaríngio na cidade.
Podia parecer que Boemundo estava destinado a fundar um poderoso principado em Antioquia que superaria o Reino de Jerusalém: tinha um bom território, uma boa posição estratégica e um exército forte. Mas teve que enfrentar duas grandes forças: o Império Bizantino, que reclamava todos os seus territórios, sendo apoiado por Raimundo de Toulouse; e os principados muçulmanos no nordeste da Síria. Falharia nos dois conflitos.

## Conflito com o Império Bizantino
Em 1100, Boemundo foi capturado por Danismende Gazi, o emir de Sivas, e ficou aprisionado até 1103. Durante este período, Tancredo da Galileia assegurou a regência de Antioquia, aumentando o principado ao tomar as cidades de Tarso e Lataquia do Império Bizantino. Mas entretanto Raimundo IV de Toulouse estabeleceu-se, com a ajuda de Aleixo, no Condado de Trípoli, e conseguiu controlar a expansão de Antioquia para o sul.

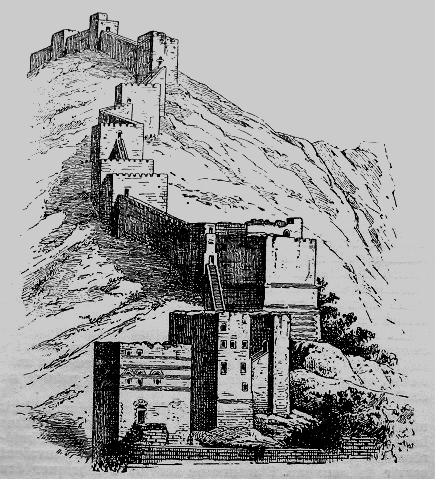
Muralhas de Antioquia no monte Sílpio durante as cruzadas

Resgatado em 1103 por Balduíno de Bourg, Boemundo começou por atacar os vizinhos muçulmanos para lhes tomar os abastecimentos. Mas a derrota decisiva das forças aliadas de Edessa e Antioquia na batalha de Harã impossibilitou a criação do grande principado oriental pretendido por Boemundo.
Depois de um ataque grego ao Reino Arménio da Cilícia, o príncipe de Antioquia viu-se forçado a voltar à Europa para recrutar reforços que lhe permitissem defender a sua posição. Conseguiu um casamento com Constança, a filha do rei Filipe I de França, e juntou um poderoso exército. Sobre este casamento, o Abade Suger de Saint-Denis teceu elogios a Boemundo e ao príncipe Luís de França, irmão da noiva e futuro rei da França.
Entusiasmado com o seu grande sucesso, Boemundo resolveu usar o seu exército não para defender Antioquia contra os gregos, mas para atacar o Império Bizantino. Desembarcou na Dalmácia, tal como o seu pai fizera vinte anos antes, e no fim do ano de 1107 tomara Avlona e cercara Dirráquio. Mas o imperador, ajudado por Veneza, mostrou-se um adversário demasiado forte e Boemundo teve que se submeter a uma paz humilhante, o Tratado de Devol de 1108. Segundo este, tornou-se vassalo de Aleixo I Comneno, prometeu ceder os territórios disputados e admitir um patriarca grego em Antioquia.
Boemundo perdera e morreria sem voltar ao Oriente, tendo sido sepultado em Canosa di Puglia, Apúlia, em 1111, deixando um filho que herdaria os seus domínios: Boemundo II de Antioquia. O Tratado de Devol acabaria por não ter a aceitação de Tancredo da Galileia, que se apressou a renegá-lo após a morte de Boemundo e a reiniciar o conflito com os bizantinos.

## Na literatura

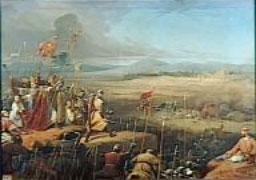
Batalha de Antioquia
Pintura de Frédéric Henri Schopin, 1839-1842, Palácio de Versalhes

Ao longo dos tempos, muitas obras se escreveram sobre o primeiro príncipe de Antioquia:
- Gesta Francorum (Os Feitos dos Francos), de um anónimo seguidor de Boemundo
- A Alexíada de Ana Comnena, filha de Aleixo I Comneno
- Gesta Tancredi de Rudolfo de Caen, um panegírico a Tancredo da Galileia, sobrinho e lugar-tenente de Boemundo
- Bohemund und Tancred por B von Kugler (Tubingen, 1862) baseia-se nestes dois personagens
- Geschichte der Norniannen in Sicilien und Unteritalien, de L von Heinemann, (Lípsia, 1894)
- Geschichte des ersten Kreuzzuges, de R Rohricht, (Innsbruck, 1901)
- Geschichte das Königreichs Jerusalem (Innsbruck, 1898)
- Tancred: a study of his career and work in their relation to the First Crusade and the establishment of the Latin states in Syria and Palestine, de Robert Lawrence Nicholson, AMS Press, 1978
- Count Bohemund, de Alfred Duggan é um romance histórico sobre a vida de Boemundo até à queda de Jerusalém para os cruzados.
- Silver Leopard, de F. Van Wyck Mason, outro romance histórico
- Pilgermann, de Russell Hoban, um romance fantástico, também apresenta este cruzado como personagem